# Urwald Wichmanessen
Urwald Wichmanessen este o arie protejată (arie specială de conservare — SAC, sit de importanță comunitară — SCI) din Germania întinsă pe o suprafață de 13,83 ha, integral pe uscat.

## Localizare
Centrul sitului Urwald Wichmanessen este situat la coordonatele 51°36′33″N 9°28′52″E / 51.6092°N 9.4811°E.

## Înființare
Situl Urwald Wichmanessen a fost declarat sit de importanță comunitară în aprilie 1999 pentru a proteja 1 specie de animale. Situl a fost protejat și ca arie specială de conservare în martie 2008.

## Biodiversitate
Situată în ecoregiunea continentală, aria protejată conține 1 habitat natural: Păduri de fag Luzulo-Fagetum.
La baza desemnării sitului se află o specie protejată de  păsări: porumbel de scorbură (Columba oenas).
Pe lângă speciile protejate, pe teritoriul sitului au mai fost identificate 3 specii de mamifere, 5 specii de nevertebrate.